# Marina parryi
Marina parryi là một loài thực vật có hoa trong họ Đậu, bản địa của vùng sa mạc ở tây nam Hoa Kỳ và miền bắc Mexico.